# Paul Mendelssohn Bartholdy
Paul Mendelssohn Bartholdy (nascido Paul Felix Abraham Mendelssohn Bartholdy; Leipzig, 18 de janeiro de 1841 – Berlim, 17 de fevereiro de 1880) foi um químico alemão, pioneiro na fabricação do corante anilina. Co-fundador da AGFA. Paul Mendelssohn Bartholdy foi o segundo filho do compositor Felix Mendelssohn Bartholdy e de Cécile Charlotte Sophie Jeanrenaud.

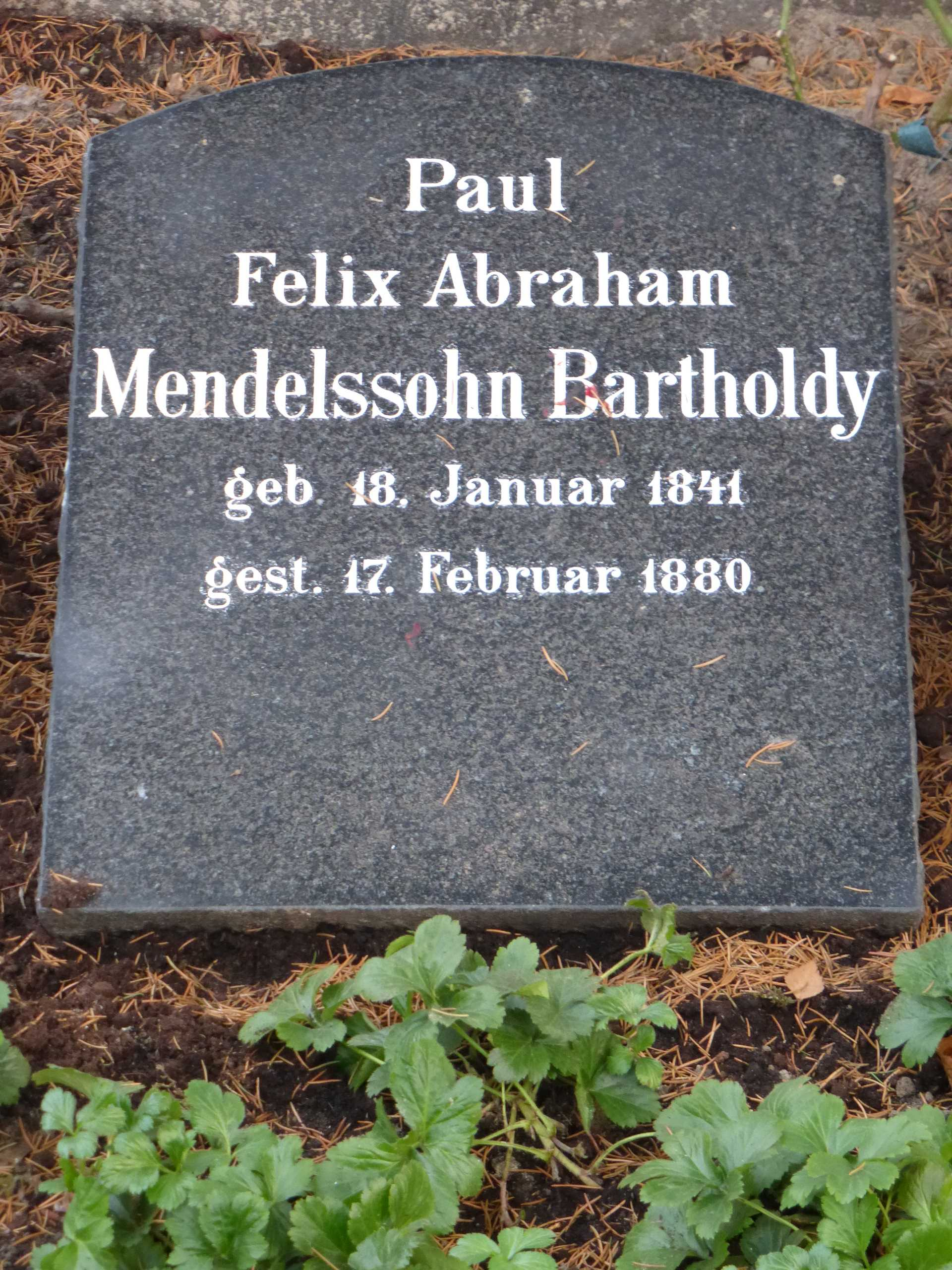
Lápide de Paul Mendelssohn Bartholdy no Friedhof III der Gemeinde Jerusalems- und Neue Kirche, Berlim